# Kubo és a varázshúrok
A Kubo és a varázshúrok (eredeti cím: Kubo and the Two Strings) 2016-ban bemutatott egész estés amerikai bábfilm, amelyet Travis Knight rendezett. A forgatókönyvet Marc Haimes írta, a zenéjét Dario Marianelli szerezte, a producerei Travis Knight és Arianne Sutner voltak. A Laika Entertainment készítette, a Focus Features forgalmazta.
Amerikában 2016. augusztus 19-én, Magyarországon 2016. október 6-án mutatták be a mozikban.

## Cselekmény
|  | Alább a cselekmény részletei következnek! |

A viharos tengeren egy magányos csónak hánykolódik, benne egy anya a csecsemőjével. Egy hatalmas hullám elborítja őket, és kiveti a partra. Pár év múlva az anya gyakran magába fordul és nem vesz tudomást a környezetéről. Kisfia eteti, és eljár a közeli faluba, ahol az embereket a történeteivel szórakoztatja és ezzel pénzt keres, amiből fenn tudják tartani magukat. A fiú mesélés közben egy háromhúros hangszeren játszik, ennek hatására a nála lévő papírlapokból origami-szerű figurák elevenednek meg a levegőben, akik eljátsszák az izgalmas történeteket, amit a fiú mesél.
Amikor naplemente előtt visszatér a tengerparti barlangba, ahol anyjával él, anyja elmondja neki, hogy apja nagy hős volt, aki megvédte őket a gonosz nagyapjától, aki elvette a fiú egyik szemét. Megígérteti vele, hogy nem marad kint sötétedés után, mert a gonosz nővérei meg akarják szerezni a másik szemét is a nagyapja számára.
Amikor azonban a szellemek tiszteletére a falu népe lampionokat helyez az elhunytak sírkövére, a fiú is elhelyez egy lampiont és apjához próbál imádkozni, de mivel nem történik semmi, mérgében összegyűri a papírt. Közben észrevétlenül eltelt az idő és besötétedett. A fiú elindulna hazafelé, de valaki a víz felől a nevén szólítja. A két nagynénje az, akik hamarosan rátámadnak. Váratlanul anyja bukkan fel, aki megvédi a fiát a hangszer hangjával. Ő maga összecsap a két nővérével.
Kubo arra ébred, hogy a hóban fekszik és egy beszélő, fehér bundájú majom keltegeti. A majom elmondja, hogy őt az anyja küldte hozzá, hogy vigyázzon rá és kísérje el az útján. Korábban ugyanis elmesélte neki, hogy apja ráhagyta a törhetetlen kardot, a páncélt és a sisakot, amikben nem lehet őt legyőzni. Kubo elhatározza,  hogy megkeresi ezt a három tárgyat. A majom elviszi a barlangjába, ahol igen büdös van, és még büdösebb ételt ad neki, azonban Kubónak meg kell ennie az ételt, ami táplálja, ha életben akar maradni.
Már az út elején elrabolja Kubót egy hatalmas fekete bogár, de kiderül, hogy segíteni szeretne Kubónak, amikor megtudja, hogy ő Hanzó mester fia. A bogár (aki szintén tud beszélni) egy elvarázsolt szamuráj, aki emberi életéből csak foszlányokra emlékszik.
A törhetetlen varázskardot a csontok csarnokában találják meg, ahol egy hatalmas csontváz őrzi, akivel meg kell küzdeniük, illetve meg kell találniuk magát a kardot, mert a koponyába egy csomó kard van beleszúrva, de csak egy az igazi.
Elérnek egy óriási kiterjedésű tó partjára, amin úgy kelnek át, hogy Kubo a hangszerével elvarázsolja a faleveleket és azokból egy vitorláshajó áll össze, amin utazni tudnak. Kubo tudja, hogy az áthatolhatatlan páncél a tó mélyén található, azonban azt is tudja, hogy a mélységben szemek leselkednek, amibe ha belenéz az ember, akkor elmerül az emlékeiben, és örökre lent marad. A bogár vállalkozik rá, hogy felhozza a páncélt és beugrik a vízbe. Hosszú idő múlva tér vissza, de közben elfelejtette, hogy mit akart és csak egy halat hoz a felszínre. Közben Kubo is beleugrik a vízbe, a hajón maradó majmot pedig megtámadja az egyik nővér egy hosszú lánccal, aminek a végén kampó van. A majom derekasan forgatja a kardot, de a nővér (akiről kiderül, hogy az ő saját nővére) egy ízben komolyan megsebesíti az oldalán. Amikor a bogár felbukkan a hajón, megtudja, hogy Kubo még mindig lent van, ezért újból lemerül és a felhozza az alélt fiút. Kubo ugyanis belenézett egy hatalmas szembe és eszébe jutottak az emlékei, felismeri azt is, hogy a majom valójában az ő anyja. A hajó már majdnem szertefoszlik, mivel Kubo varázsereje tartotta egyben, és a fiú nehezen tér magához.
Amikor kikötnek, egy barlangban a majom elmeséli a történetét. Ő is Kubo nagyapjának egyik lánya. Hármójukat elküldte az apjuk, hogy öljenek meg egy Hanzó nevű szamurájt. Kubo anyja megtalálja és összecsapnak, de a harc közben Hanzó azt mondja neki: „te vagy a sorsom”, és ekkor abbahagyják a harcot. Később összeházasodnak és hamarosan megszületik Kubo, de a nagyapja még mindig meg akarja ölni őket, és csak kettejüknek sikerül elmenekülni.
Kubo álmot lát, amiben egy vak öregember megmutatja neki, hol találja meg a sebezhetetlen sisakot. Azonban ez félrevezetésnek bizonyul, az öregember a saját nagyapja volt, kint pedig a megmaradt nővér rájuk támad. Felfedi előttük, hogy a bogár valójában Kubo apja, Hanzó, akit ők varázsoltak el, és vették el az emlékeit. A bogár meghal a harcban, és a majom is feláldozza magát, hogy Kubo életben maradjon. Kubo megtudja, hogy a faluban lévő harang az ő sisakja.
Visszatérve a faluba Kubo megszerzi a sisakot. Ekkor újból megjelenik előtte az álmában látott öregember, aki felfedi, hogy ő a Holdkirály, és halhatatlanságot ígér Kubónak, továbbá olyan helyet, ahol nincs kínlódás, szenvedés és bánat. Csak a meglévő szemét kell odaadnia érte. Kubo azonban erre nem hajlandó. A nagyapja óriási, repülő, százlábú kígyóvá változik és összecsapnak. Kubo a falu temetőjében ér földet, ahol a kígyó körülveszi őt és a falusiakat is. Kubo a samiszen elveszett két húrja helyére illeszti az anyja egyik hajszálát, amit egész úton magával vitt karkötőként, és az apja íjának húrját. Amikor megpengeti a húrokat, a vízen lebegő lampionokból megelevenednek az elhunytak szellemei. Ezzel megmutatja a nagyapjának, hogy az emlékek megőrzése a legerősebb varázslat, amit nem lehet elpusztítani. Kubo a szellemek segítségével megvédi magát és a falusiakat a nagyapja támadásától. A varázslatban a Holdkirály megsemmisül és halandó, félszemű öregemberré válik, aki nem emlékszik rá, kicsoda ő, és mi történt vele. A falusiak megbocsátóan visszafogadják, és csupa jót mondanak róla, aminek nagyon örül.
Végül Kubo képessé válik rá, hogy beszélni tudjon anyja és apja szellemével, akik a többi szellemmel együtt aranyszínű gémmé változnak, és elrepülnek az ég felé.
|  | Itt a vége a cselekmény részletezésének! |

## Szereplők
| Szereplő          | Eredeti hang         | Magyar hang     |
| ----------------- | -------------------- | --------------- |
| Kubo              | Art Parkinson        | Pál Dániel Máté |
| A nővérek         | Rooney Mara          | Kis-Kovács Luca |
| Anya              | Charlize Theron      | Pálfi Katalin   |
| Bogár             | Matthew McConaughey  | Nagy Ervin      |
| Holdkirály        | Ralph Fiennes        | Csankó Zoltán   |
| Hasi (Hashi)      | Cary-Hiroyuki Tagawa | Törköly Levente |
| Hosszato (Hosato) | George Takei         | Ács Norbert     |
| Kamejo            | Brenda Vaccaro       | Horváth Zsuzsa  |
| Mari              | Meyrick Murphy       | Azurák Zsófia   |